# Руснаци в Турция
Руснаците (на турски: Türkiye'de Ruslar) са етническа група в Турция. Според оценки на Joshua Project техния брой е около 36 000 души, като 68 % от тях са християни.

## Медии
- Вестник „Вести Турции. Босфор“ (от 2006 г.)[2]
- Списание „Роксолана“ (от 2013 г.)
- Програма „Матрьошка“ по регионалния телевизионен канал Анталия VTV (от 2013 г.)

## Личности
Смесен произход
- Алина Боз (р. 1998), турска актриса (баща – български турчин, майка – рускиня)[3]